# Vanoverberghia
Genre
Classification APG III (2009)
Vanoverberghia est un genre de deux espèces de plantes herbacées de la famille des Zingiberaceae qui poussent l'une à Taïwan (Ile de Lan Yü) et l'autre aux Philippines. Il a été nommé d'après Morice Vanoverbergh (1885-1982), un prêtre missionnaire catholique qui vécut aux Philippines, et fut aussi anthropologue et linguiste.
La première description du genre Scaphochlamys a été faite en 1912 par Elmer Drew Merrill, décrivant Vanoverberghia sepulchrei.
Une deuxième espèce fut ajoutée au genre en 2000 après la publication de Vanoverberghia sasakiana par Hidenobu Funakashi et Hiroyoshi Ohashi.

## Liste d'espèces
Selon World Checklist of Selected Plant Families (WCSP) (14 sept 2011) :
- Vanoverberghia sasakiana H.Funak. & H.Ohashi, (2000). Taïwan
- Vanoverberghia sepulchrei Merr., (1912).  Philippines

Selon NCBI (19 Sep 2011) :
- Vanoverberghia sepulchrei

## Espèces aux noms synonymes, obsolètes et leurs taxons de référence
Selon World Checklist of Selected Plant Families (WCSP) (14 sept 2011) :
- Vanoverberghia diversifolia Elmer, (1915)= Alpinia diversifolia (Elmer) Elmer, (1919).